# Földi Teri
Földi Teri (Martonvásár, 1934. január 24. – Budapest, 2020. június 2.) Jászai Mari-díjas és Aase-díjas magyar színésznő.

## Életpályája
Martonvásáron született 1934. január 24-én. 1951–1955 között a Színház- és Filmművészeti Főiskola hallgatója volt. Frissdiplomás színésznőként 1955-től a Győri Kisfaludy Színházhoz szerződött. Pályája elején a Földi Teréz nevet használta. 1958 és 1964 között a Szegedi Nemzeti Színház színművésze volt. 1964 óta a Vígszínház társulatának tagja volt, ahol 1989-ig játszott. Később több színházban is vállalt vendégszerepléseket 2008-ig. 2000–2004 között az Aase-díj kuratóriumának tagja volt.
Utolsó évét a Mazsihisz Szeretetkórházban töltötte. 2020 júniusában hunyt el hosszú betegség után.

### Magánélete
Férje 10 éven át, 1986-ig Vitray Tamás műsorvezető volt. Egy lánya van, Orsolya, aki Németországban él.

## Színházi szerepei
A Színházi adattárban regisztrált bemutatóinak száma: 91.
- Lenke (Molnár Ferenc: A doktor úr)
- Rosine (Paul Armont - Paul Vandenberghe: Fiúk, lányok, kutyák)
- II. summáslány; Rozika (Móricz Zsigmond: Úri muri)
- Tanítónő (Tóth Flóra) (Bródy Sándor: A tanítónő)
- Erzsi (Sós György: Pettyes)
- Rosina (Beaumarchais: A Sevillai borbély, avagy a hiábavaló elővigyázat)
- Sylvette (Edmond Rostand: A megtréfált szerelmesek)
- Pólika (Móricz Zsigmond: Nem élhetek muzsikaszó nélkül)
- Agafja (Gogol: Leánynéző)
- Grétl (Kardos G. György: Mesél a bécsi erdő)
- Mi (Lehár Ferenc: A mosoly országa)
- Ida (Gárdonyi Géza: Ida regénye)
- Katy (Jaroslav Hašek: Svejk)
- Violetta (Kálmán Imre: Montmartre-i ibolya)
- Lizzie (George Bernard Shaw: Pygmalion)
- Bucsi Kati (Gerencsér Miklós: Kerekeskút)
- Dizőz (Kállai István: Majd a papa)
- Isabel (Pedro Calderón de la Barca: A Zalameai bíró)
- Ilonka (Csizmarek Mátyás - Nádassi László - Semsei Jenő: Érdekházasság)
- Cardew Cecily (Oscar Wilde: Hazudj igazat)
- Helga Holm (Leo Lenz: Az alkalmi férj)
- Hermia (William Shakespeare: Szentivánéji álom)
- Marika (Dér Endre: Marika)
- A bíró lánya (Nâzım Hikmet: Damoklész kardja)
- Ágnes (Molière: A nők iskolája)
- Hanna (Lion Feuchtwanger: A sátán Bostonban)
- Surocska (Makszim Gorkij: Jegor Bulicsov és a többiek)
- Marcela (Lope de Vega: A kertész kutyája)
- Katinak (Fehér Klára: Kevés a férfi)
- Natasa (Makszim Gorkij: Éjjeli menedékhely)
- Tanítónő (Bródy Sándor: A tanítónő)
- Judit (George Bernard Shaw: Az ördög cimborája)
- Polly (Bertolt Brecht: Koldusopera)
- Josefa Lanthenay (Marcel Achard: Az ostoba lány)
- Klára (Johann Wolfgang von Goethe: Egmont)
- Olympia, Lina (Molnár Ferenc: Olympia)
- A nő (Arthur Miller: Az ügynök halála)
- Anna (Tarbay Ede: Mire a nyárnak vége...)
- Jeanette (Jean Anouilh: Romeo és Jeanette)
- Ophélia (William Shakespeare: Hamlet)
- Viola, Mária (William Shakespeare: Vízkereszt vagy amit akartok)
- Johanna (Jean-Paul Sartre: Altona foglyai)
- Ninetta (Carlo Gozzi: A három narancs szerelme)
- Anna, Moórné (Csurka István: Szájhős)
- Dolly (Lev Tolsztoj: Anna Karenina)
- Kasszandra; Trójai nő (Euripidész: Trójai nők)
- Mae (Tennessee Williams: Macska a forró tetőn)
- Jelena (Makszim Gorkij: A Nap fiai)
- Dunya (Illés Béla: Revolvert vegyenek)
- Barláné (Eörsi István: Hordók)
- Natália (Krúdy Gyula: A vörös postakocsi)
- Galathea (Balassi Bálint: Szép magyar komédia)
- Monthalieuxné (Szabó György: Napóleon és Napóleon)
- Ilus, Paula (Örkény István: Macskajáték)
- Violet (Noël Coward: Vidám kísértet)
- Második vénkisasszony (Federico García Lorca: Donna Rosita avagy Virágnyelv)
- Julia, Edna (Edward Albee: Érzékeny/Kényes egyensúly)
- Ilonka (Gyurkovics Tibor: Csóka-család)
- Poncia; Cselédlány (Federico García Lorca: Bernardo Alba háza)
- Anya (Dosztojevszkij: Bűn és bűnhődés)
- Zongoristanő (Bereményi Géza: Légköbméter)
- Egy firenzei özvegyasszony (William Shakespeare: Minden jó, ha a vége jó)
- Beulah Binnings (Tennessee Williams: Orfeusz alászáll)
- Josephine Lamarre (Göran O. Erikkson: Párizsi élet)
- Anyós (Federico García Lorca: Vérnász)
- Ill felesége (Friedrich Dürrenmatt: Az öreg hölgy látogatása)
- Volangesné (Choderlos de Laclos: Veszedelmes viszonyok)
- Hunyadyné (Szilágyi László – Zerkovitz Béla: Csókos asszony)
- Súgónő (Sütő András: Álomkommandó)
- Anya (Csurka István: Megmaradni)
- Anyós-Nő (Spiró György: Ahogy tesszük)
- Náni (Zilahy Lajos: Hazajáró lélek)
- Josephine (Jean Giraudoux: Chaillot bolondja)
- Hollunderné (Molnár Ferenc: Liliom)
- Szappanos Irén (Moldova György: Az Ifjú Gárda, avagy Ugyan már, Ibolyka!)
- Anya (Arthur Miller: A bűnbeesés után)
- Kömény Zsuzsa (Jókai Mór: Gazdag szegények)
- Bonita Belgrave (Coward: Forgószínpad)
- Tímár Karolin (Csiky Gergely: A nagymama)

## Filmjei

### Játékfilmek
| - Ifjú szívvel (1953) - Égi madár (1957) - Esős vasárnap (1962) - Hogy állunk, fiatalember? (1963) - Butaságom története (1965) - Bolondos vakáció (1967) - Holdudvar (1968) - Kakuk Marci (1973) - Szabad lélegzet (1973) | - Két pont közt a legrövidebb görbe (1975) - Riasztólövés (1977) - Ki látott engem? (1977) - Szerencsés Dániel (1983) - Napló gyermekeimnek (1984) - A halálraítélt (1989) - De kik azok a Lumnitzer nővérek? (2006) - Vörös vihar (2006) - Konyec – Az utolsó csekk a pohárban (2007) |

### Tévéfilmek, sorozatok
| - Az én kortársaim II. (1964) - Tüskevár 1-8. (1967) - Heten, mint a gonoszok (1972) – Sári - Különös vadászat (1972) - Szeptember végén (1973) - És mégis mozog a föld (1973) - A fekete Mercedes utasai (1973) - Svédcsavar (1975) - Kisember születik (1975) - Császárlátogatás (1977) - Haszontalanok (1977) - Székács a köbön (1978) - Családi kör (1980–1981) | - A hátvéd halála és feltámadása (1981) - Petőfi 1-6. (1981) - A tönk meg a széle (1982) - Gyalogbéka (1985) - Szomszédok (1987–1999) - Egy gazdag hölgy szeszélye (1987) - A védelemé a szó (1988) - Égető Eszter (1989) - A cenzor (1999) - Valaki kopog (2000) - Pasik! (2003) |

## Szinkronszerepei
| - A fekete tulipán Catherine – Dawn Addams (1980) - Vuk (1981) - A brazíliai fiúk: Esther Lieberman – Lilli Palmer - A gonosz csábítása: Mrs. Farraday – Glenn Close - A három testőr, avagy a királyné gyémántjai: Milady de Winter – Faye Dunaway (MTV-szinkron) - A négy testőr, avagy a Milady bosszúja: Milady de Winter – Faye Dunaway (MTV-szinkron) - A néma szemtanú: D.S. Farmer - Clare Higgins - A nemzet aranya: Titkok könyve: Emily Appleton – Helen Mirren - A szerelem hálójában: Birdie Conrad – Jean Stapleton - Anyád napja: Viola Fields – Jane Fonda - Boldog család: Maria Behringer – Maria Schell - Celeste: Teresa Visconti – Dora Baret - Dharna és Greg avagy kettőn áll a vásár: Katherine 'Kitty' Montgomery – Susan Sullivan - Dűne: Gaius Helen Mohiam Tisztelendő Anya – Zuzana Geislerová - E. T., a földönkívüli: Mary – Dee Wallace-Stone - A Guldenburgok öröksége: Johanna Kröger – Ingeborg Christiansen - Hálózat: Diana Christensen – Faye Dunaway (MTV-szinkron) - Columbo: Rekviem egy hullócsillagért (Jean Davis) – Pippa Scott (1. szinkron) - Columbo: Halálos lelkiállapot (Nadia Donner) – Lesley Ann Warren (1. szinkron) | - Hegylakó - A holló: Lucy Becker – Patricia Gage - Heidi és Erni: Erni – Erni Singerl - Jane Eyre: Mrs. Reed – Fiona Shaw - Kémnők: a vakok intézetének igazgatónője - Ki a csuda ez a fiú?: Marie – Marlène Jobert - Ki vagy, doki? (Az idő végzete): A nő – Claire Bloom - Kifutó a semmibe: Wilhelmina Cooper – Faye Dunaway - Kőhalmok Ibarrában: Sara Everton – Glenn Close - Lányok a lidóból: Madame Carmino – Annie Girardot - Murder One: Miriam Grasso – Barbara Bosson - Napfényes kastély: Marie-Pierre Beaufroy – Anny Duperey - Nils Holgersson csodálatos utazása a vadludakkal: Mesélő – Marie-Christine Barrault - Providence: Lynda Hansen – Concetta Tomei - Querelle: Lysiane – Jeanne Moreau - Sándor Mátyás: Clara Bathory – Marie-Christine Demarest - Sissi: Ludovika (Vickie), hercegné Bajorországban, Sissi anyja – Magda Schneider - Szép remények: Ms. Dinsmoor – Anne Bancroft - Szívek szállodája: Emily Gilmore – Kelly Bishop - Telefonos kisasszonyok: Miss Armitage – Stephanie Turner - Tüzek Anglia felett: Cynthia – Vivien Leigh - Vágyak földje: Mathilde Vallogne – Marie-José Nat - Éjszakák és nappalok: Barbara Niechcic – Jadwiga Barańska |

## Hangjátékok
- Macskajáték (1972) rádiós közvetítés

## Díjai, elismerései
- Jászai Mari-díj (1963)
- Aase-díj (1990)
- A Magyar Köztársasági Érdemrend kiskeresztje (1994)